# Stigmella nireae
Stigmella nireae là một loài bướm đêm thuộc họ Nepticulidae. Nó là loài duy nhất được tìm thấy ở Hokkaido in Nhật Bản.
Ấu trùng ăn Ulmus davidiana var. japonica. Chúng ăn lá nơi chúng làm tổ. 